# Denominació d'Origen València
La Denominació d'Origen València és una de les tres àrees de producció de vins amb denominació d'origen del País Valencià. L'àrea de la denominació d'origen està dividida en quatre subzones de la província de València: 
- Alt Túria, a la comarca dels Serrans: Alpont, Aras de los Olmos, Calles, la Iessa, Titaigües, Toixa i Xelva.
- Valentí, a les comarques de la Foia de Bunyol, Camp de Túria, la Ribera Alta i els Serrans: Alboraig, les Alcubles, Andilla, Bugarra, Bunyol, Casinos, Domenyo, Figueroles de Domenyo, Godelleta, Llíria, la Llosa del Bisbe, Macastre, Montroi, Montserrat, Pedralba, Real de Montroi, Torís, Vilamarxant, el Vilar, Xest, Xestalgar, Xiva de Bunyol i Xulella.
- Moscatell de València, al centre de la província: Catadau, Godelleta, Llombai, Montroi, Montserrat, Real de Montroi, Torís, Xest i Xiva de Bunyol.
- Clarià, a les comarques de la Vall d'Albaida i la Costera: Agullent, Aielo de Malferit, Aielo de Rugat, Albaida, Alfarrassí, Atzeneta d'Albaida, Bèlgida, Bellús, Beniatjar, Benicolet, Benigànim, Bocairent, Bufalí, Castelló de Rugat, Fontanars dels Alforins, la Font de la Figuera, Guadasséquies, Llutxent, Moixent, Montaverner, Montesa, Montixelvo, l'Olleria, Ontinyent, Otos, el Palomar, Pinet, la Pobla del Duc, Quatretonda, el Ràfol de Salem, Sant Pere d'Albaida, Terrateig i Vallada.

El clima és mediterrani amb forts aiguats a l'estiu i a la tardor. La mitjana és de 500 mm anuals. La insolació és de 2.700 hores a l'any. La temperatura mitjana és de 15 °C amb variacions entre 38 °C i -4 °C. El sòl és majoritàriament calcari i ben drenat. L'altura màxima és a la subzona de l'Alt Túria, entre 700 i 1.000 m.
Predominen les varietats messeguera a l'Alt Túria, malvasia al Valentí, monastrell al Clarià i moscatell d'Alexandria al de Moscatell de València.
El vi més representatiu és la mistela, un vi de licor de moscatell.